# The Summer Kiss Tour
El Summer Kiss Tour fue la primera gira de conciertos de la cantante canadiense Carly Rae Jepsen. La Gira comenzó el 27 de mayo de 2013 en Yakarta, Indonesia y culminó el 12 de octubre del mismo año en Simcoe Canadá. Esta gira sirvió como promoción al álbum debut de la Cantante Kiss.   

## Lista de canciones
1. "This Kiss"
2. "I Know You Have a Girlfriend"
3. "Good Time"
4. "Tiny Little Bows"
5. "Sweetie"
6. "Take a Picture"
7. "Tug of War"
8. "Bucket"
9. "Curiosity"
10. "Almost Said It"
11. "Sour Candy"
12. "More Than a Memory"
13. "Tonight I'm Getting Over You"
14. "Turn Me Up"
15. "Hurt So Good"
16. "Guitar String / Wedding Ring"
17. "Your Heart Is a Muscle"

Encore
1. "Call Me Maybe"

## Fechas de los shows
| Fecha                    | Ciudad           | País           | Lugar                                                     |
| ------------------------ | ---------------- | -------------- | --------------------------------------------------------- |
| 27 de mayo de 2013       | Yakarta          | Indonesia      | Tennis Indoor Senayan                                     |
| 8 de junio de 2013       | Portsmouth       | Estados Unidos | nTelos Wireless Pavilion                                  |
| 9 de junio de 2013       | Portland         | Estados Unidos | Portland Rose Festival                                    |
| 16 de junio de 2013      | Rochester        | Estados Unidos | Meadow Brook Music Festival                               |
| 4 de julio de 2013       | Provo            | Estados Unidos | LaVell Edwards Stadium                                    |
| 14 de julio de 2013      | Saint Petersburg | Estados Unidos | Tropicana Field                                           |
| 27 de julio de 2013      | Boise            | Estados Unidos | Boise Music Festival                                      |
| 31 de julio de 2013      | Columbus         | Estados Unidos | Ohio State Fair                                           |
| 2 de agosto de 2013      | Bethlehem        | Estados Unidos | Bethlehem Music Fest                                      |
| 7 de agosto de 2013      | Quezon City      | Filipinas      | Smart Araneta Coliseum                                    |
| 10 de agosto de 2013     | Osaka            | Japón          | Summer Sonic Festival                                     |
| 11 de agosto de 2013     | Chiba            | Japón          | Summer Sonic Festival                                     |
| 16 de agosto de 2013     | Louisville       | Estados Unidos | Kentucky State Fair                                       |
| 17 de agosto de 2013     | Des Moines       | Estados Unidos | Iowa State Fair                                           |
| 18 de agosto de 2013     | Apple Valley     | Estados Unidos | Minnesota Zoo Amphitheater                                |
| 20 de agosto de 2013     | Milwaukee        | Estados Unidos | Riverside Theatre                                         |
| 24 de agosto de 2013     | Syracuse         | Estados Unidos | New York State Fair                                       |
| 25 de agosto de 2013     | Timonium         | Estados Unidos | Maryland State Fair                                       |
| 28 de agosto de 2013     | Vienna           | Estados Unidos | Filene Center at Wolf Trap                                |
| 30 de agosto de 2013     | Indianapolis     | Estados Unidos | Farm Bureau Insurance Lawn at White River State Park      |
| 12 de septiembre de 2013 | Phoenix          | Estados Unidos | Comerica Theatre                                          |
| 13 de septiembre de 2013 | San Diego        | Estados Unidos | Humphrey's Concerts by the Bay                            |
| 14 de septiembre de 2013 | Las Vegas        | Estados Unidos | Pearl Concert Theater                                     |
| 15 de septiembre de 2013 | Los Ángeles      | Estados Unidos | Greek Theatre                                             |
| 17 de septiembre de 2013 | Saratoga         | Estados Unidos | The Mountain Winery                                       |
| 18 de septiembre de 2013 | Davis            | Estados Unidos | Robert and Margrit Mondavi Center for the Performing Arts |
| 20 de septiembre de 2013 | Puyallup         | Estados Unidos | Washington State Fair                                     |
| 12 de octubre de 2013    | Simcoe           | Canadá         | Norfolk County Fair                                       |

## Ganancias a lo largo de la gira
| Lugar         | Ciudad      | Entradas vendidas | Ganancia |
| ------------- | ----------- | ----------------- | -------- |
| Greek Theater | Los Ángeles | 3,615 / 5,852     | $93,362  |

## Cancelaciones
| Fecha               | Ciudad  | País   | Lugar      | Razón      |
| ------------------- | ------- | ------ | ---------- | ---------- |
| 10 de julio de 2013 | Calgary | Canadá | Saddledome | Conflictos |